# Związek Towarzystw Gimnastycznych „Sokół” w Polsce
Związek Towarzystw Gimnastycznych „Sokół” w Polsce, ZTG „Sokół” w Polsce – organizacja zrzeszająca Towarzystwa Gimnastyczne „Sokół” założona w roku 1919. Działająca w latach 1919–1939. Reaktywowana w marcu 1990 roku. Obecnie siedziba Związku znajduje się w Warszawie. Jest członkiem Światowej Federacji Sokoła (World Sokol Federation).

## Związek w latach II Rzeczypospolitej (1919–1939)
Powstanie Związku Towarzystw Gimnastycznych „Sokół” w Polsce poprzedził zjazd delegatów 13 kwietnia 1919 r., w którym udział wzięli przedstawiciele Związku Sokołów Polskich w państwie niemieckim, Polskich Gimnastycznych Towarzystw Sokolich w Królestwie Polskim oraz Związku Polskich Gimnastycznych Towarzystw Sokolich w cesarstwie austriackim. Na zjeździe tym wyrażono wolę zjednoczenia, wybrano tymczasowe władze i rozpoczęto proces rejestracji i legalizacji.  Proces formalnej rejestracji ZTG „Sokół” w Polsce z siedzibą w Warszawie zakończyło zatwierdzenie statutu przez Ministerstwo Spraw Wewnętrznych 29 listopada 1920 r.
. W tym samym czasie siedziba Związku została przeniesiona do stolicy – Warszawy.  W okresie międzywojennym Związek Towarzystw Gimnastycznych „Sokół” w Polsce był członkiem Międzynarodowej Federacji Gimnastycznej.

## Związek w latach III RP (1990–2021)
Po przemianach ustrojowych działalność "Sokoła" została prawnie przywrócona. Pierwsze Towarzystwo Gimnastyczne „Sokół” zostało zarejestrowane 10 stycznia 1989 w Warszawie, za którym reaktywowały się gniazda w Gniewkowie, Bydgoszczy, Bukówcu Górnym, Brwinowie i in. Następnie 1 marca 1990 przy udziale tych towarzystw powołany do życia został Związek Towarzystw Gimnastycznych „Sokół” w Polsce. Z inicjatywą powołania Związku wyszedł Henryk Łada z Inowrocławia. Do inicjatywy dołączyli Andrzej Bogucki z Bydgoszczy oraz Wojciech Ziembiński z Warszawy.
Obecnie „Sokół” liczy ponad 60 gniazdach w Polsce oraz w Kanadzie, na Litwie, Ukrainie i w Wiedniu. Członkowie organizacji kontynuują tradycję przedwojennego "Sokoła" prowadząc wśród młodzieży pracę patriotyczno-wychowawczą, krzewiąc cnoty rycerskie i obywatelskie, umacniając miłość do Ojczyzny i poczucie tożsamości narodowej.
Od 2014 r. „Sokół” odtwarza Polowe Drużyny Sokole, które po raz pierwszy utworzono w latach 1911-1914. Kursy, szkolenia i zawody strzeleckie organizowane przez Polowe Drużyny Sokoła mają na celu przygotowanie członków "Sokoła" do służby w formacjach mundurowych (Wojsko Polskie, Policja, Służba Więzienna i in.). W 2017 r. utworzona została Naczelna Komenda Polowych Drużyn Sokolich, która zajmuje się koordynacją szkoleń.
W 2017 roku w Senacie RP zorganizowane zostały obchody 150. rocznicy powstania pierwszego Towarzystwa Gimnastycznego „Sokół” we Lwowie. 27 kwietnia 2019 r. w siedzibie Polskiego Komitetu Olimpijskiego obchodzono 100. rocznicę powstania Związku Towarzystw Gimnastycznych „Sokół” w Polsce. Wśród ważnych imprez sportowych organizowanych przez ZTG „Sokół” w Polsce wymienić należy: Międzynarodowe Mistrzostwa Polski Związku Towarzystw Gimnastycznych „Sokół” w Tenisie Stołowym oraz Ogólnopolskie Biegi Sokoła w Bukówcu Górnym oraz Zakopanem.
23 kwietnia 2022 r. Związek Towarzystw Gimnastycznych „Sokół” w Polsce został odznaczony Medalem "Pro Patria". Medal został nadany przez Szefa Urzędu do Spraw Kombatantów i Osób Represjonowanych w uznaniu zasług w kultywowaniu pamięci o walce o niepodległość Ojczyzny.
22 października 2022 r. miała miejsce premiera "Pamiętnika Sokolstwa Polskiego", publikacji prezentującej działalność 51 (z ponad 70 istniejących) Towarzystw Gimnastycznych "Sokół" oraz ich oddziałów w Polsce i na świecie w latach 1989-2021. W pracach nad publikacją wzięło udział 55 osób, w tym członkowie stowarzyszenia z Polski, Austrii, Litwy i Kanady.

## Zaszczytna Odznaka Sokoła
To najwyższe i najstarsze odznaczenie organizacyjne Związku Towarzystw Gimnastycznych „Sokół” w Polsce, które zostało ustanowione w okresie międzywojennym. Do 1939 r. kawalerami odznaczenia zostali związani z ruchem sokolim m.in. Ignacy Jan Paderewski, gen. Józef Haller i Roman Dmowski. W 2003 r. z inicjatywy Andrzeja Boguckiego ZTG „Sokół” w Polsce wznowiło przyznawanie odznaki. Obecnie przyznawane jest druhom najbardziej zaangażowanym w działalność organizacyjną i sportową TG „Sokół” w Polsce i na świecie. W latach 2003–2020 odznaczenie zostało przyznane 151 druhom z 23 gniazd i 4 państw.

## Prezesi Związku Towarzystw Gimnastycznych „Sokół” w Polsce
Związek Towarzystw Gimnastycznych „Sokół” w Polsce 1919–1939
- dh Bernard Chrzanowski 1919–1923
- dh Adam Zamoyski 1923–1936
- dh Franciszek Arciszewski 1936–1939[14]

Związek Towarzystw Gimnastycznych „Sokół” w Polsce 1990–2021
- dh Zbigniew Okorski 1990–1999
- dh Andrzej Bogucki 1999–2007
- dh Antoni Belina-Brzozowski 2007–2017[15]
- dh Damian Małecki 2017–2021[16][17]

## Upamiętnienie
- W 2017 roku przy współudziale władze Związku Narodowy Bank Polski wybił monetę okolicznościową upamiętniającą 150. rocznicę powstania Towarzystwa Gimnastycznego „Sokół” w Polsce[18].
- W 2019 roku do obiegu wszedł znaczek Poczty Polskiej przedstawiający gimnastyków Towarzystwa Gimnastycznego „Sokół”. Znaczek ukazał się w związku z 100. rocznicą powstania ZTG „Sokół” w Polsce[19].
- W 2017 r. Sejm i Senat upamiętniły 150. rocznicę powstania Towarzystwa Gimnastycznego „Sokół” okolicznościową uchwałą[20][21].